# Deveselu
Deveselu – wieś w Rumunii, w okręgu Aluta, w gminie Deveselu. W 2011 roku liczyła 1933 mieszkańców.